# Paranesti
Paranesti (in greco Παρανέστι?, in bulgaro: Buk, Бук) è un comune della Grecia situato nella periferia della Macedonia orientale e Tracia (unità periferica di Drama) con 2.843 abitanti secondo i dati del censimento 2021.
A seguito dell'accorpamento dei comuni di Paranesti e Nikīforos per via della riforma amministrativa detta piano Kallikratis, in vigore dal gennaio 2011 che ha abolito le prefetture e accorpato numerosi comuni, la superficie del comune è ora di 1.029 km² e la popolazione è passata da 1.646 a 5.114 abitanti.